# Casato dei Moray
il Casato dei Moray era stata la Casa reale scozzese dal 1040 al 1058.
Il cosiddetto Casato dei Moray è un costrutto storiografico e genealogico utilizzato per illustrare la successione dei governatori della contea di Moray, antica regione scozzese, che per un breve periodo si insediarono anche sul trono di Scozia.
Al Casato (detto anche di Loairn, dal cognome della famiglia predominante) si contrapponeva il Casato degli Alpin, famiglia rivale che sosteneva di discendere anch'essa dall'eponimo fondatore Loarn mac Eirc, alcuni membri della quale sono diventati gli ultimi re dei Pitti. Dopo secoli di dispute interne, due membri della casata degli Alpin  riuscirono a salire sul trono scozzese, e governarono la Scozia dal 1040 fino al 1058. Il Casato dei Moray, quando i rivali ascesero al potere, unilateralmente dichiararono l'indipendenza la contea di Moray dalla corona di Scozia, e governarono la propria provincia con una successione dei re (kinglets) e dei conti.
La successione di Loairn ha seguito abbastanza fedelmente le regole del tanistry, per cui i rami più lontani della famiglia ruotavano intorno ai capi del ramo principale, possibilmente mantenendo un equilibrio fra i rami importanti, che decidevano quale membro della famiglia doveva diventare erede. Per esempio, MacBeth di Scozia è disceso da un ramo ed il suo successore Lulach di Scozia da un altro. Non sono molto convincenti le testimonianze che riportano che il Casato dei Moray ha seguito la tradizione postulata dai Pitti della successione matrilineare; piuttosto, la loro successione sembra seguire abbastanza perfettamente la tradizione patrilineare dei clan celtico-irlandesi.

## Re del Casato dei Moray
- Macbeth di Scozia
- Lulach di Scozia
- Giric di Scozia (probabilmente anch'egli appartenne a questo casato)